# Leandro Riedi
Leandro Riedi (ur. 27 stycznia 2002 w Frauenfeldzie) – szwajcarski tenisista, zwycięzca juniorskiego Australian Open 2020 w grze podwójnej.

## Kariera tenisowa
W karierze wygrał dwa singlowe oraz jeden deblowy turniej cyklu ATP Challenger Tour. Ponadto zwyciężył w trzech singlowych oraz pięciu deblowych turniejach rangi ITF.
W 2020 roku, startując w parze z Nicholasem Davidem Ionelem zwyciężył w juniorskim Australian Open w grze podwójnej. W finale szwajcarsko-rumuńska para pokonała Mikołaja Lorensa oraz Kārlisa Ozoliņša 6:7(8), 7:5, 10–4. W tym samym sezonie dotarł do finału juniorskiego French Open w grze pojedynczej. W decydującym meczu przegrał z Dominicem Strickerem 2:6, 4:6.
W rankingu gry pojedynczej najwyżej był na 159. miejscu (5 grudnia 2022), a w klasyfikacji gry podwójnej na 224. pozycji (14 listopada 2022).

### Zwycięstwa w turniejach ATP Challenger Tour

#### Gra pojedyncza
| Końcowy wynik | Nr | Data              | Turniej  | Nawierzchnia  | Przeciwnik        | Wynik finału |
| ------------- | -- | ----------------- | -------- | ------------- | ----------------- | ------------ |
| Zwycięzca     | 1. | 20 listopada 2022 | Helsinki | Twarda (hala) | Tomáš Macháč      | 6:3, 6:1     |
| Zwycięzca     | 2. | 27 listopada 2022 | Andria   | Twarda (hala) | Michaił Kukuszkin | 7:6(4), 6:3  |

#### Gra podwójna
| Końcowy wynik | Nr | Data                | Turniej | Nawierzchnia | Partner           | Przeciwnicy                 | Wynik finału      |
| ------------- | -- | ------------------- | ------- | ------------ | ----------------- | --------------------------- | ----------------- |
| Zwycięzca     | 1. | 9 października 2022 | Tiburon | Twarda       | Valentin Vacherot | Ezekiel Clark Alfredo Perez | 6:7(2), 6:3, 10–2 |

### Finały juniorskich turniejów wielkoszlemowych

#### Gra pojedyncza (0-1)
| Końcowy wynik | Nr | Data                 | Turniej            | Nawierzchnia | Przeciwnik       | Wynik finału |
| ------------- | -- | -------------------- | ------------------ | ------------ | ---------------- | ------------ |
| Finalista     | 1. | 10 października 2020 | French Open, Paryż | Ceglana      | Dominic Stricker | 2:6, 4:6     |

#### Gra podwójna (1-0)
| Końcowy wynik | Nr | Data             | Turniej                    | Nawierzchnia | Partner              | Przeciwnicy                   | Wynik finału      |
| ------------- | -- | ---------------- | -------------------------- | ------------ | -------------------- | ----------------------------- | ----------------- |
| Zwycięzca     | 1. | 31 stycznia 2020 | Australian Open, Melbourne | Twarda       | Nicholas David Ionel | Mikołaj Lorens Kārlis Ozoliņš | 6:7(8), 7:5, 10–4 |